# Rescriptum
Rescriptum (Eigenschreibweise: ReSCRIPTUM) ist ein Law Review, das heißt eine juristische Zeitschrift mit einer studentischen Redaktion. Rescriptum wurde 2012 von Studenten der Juristischen Fakultät der Ludwig-Maximilians-Universität München gegründet. Die Zeitschrift soll Studenten und jungen Wissenschaftlern der Rechtswissenschaft als Publikationsplattform ihrer wissenschaftlichen Arbeiten dienen. Hierbei wird die studentische Redaktion von einem Wissenschaftlichen Beirat unterstützt, der die Zitierfähigkeit und wissenschaftliche Qualität der Veröffentlichungen garantieren soll.

## Inhalt
Jede Ausgabe hat ein anderes juristisches Thema als Schwerpunkt. Seit der zehnten Ausgabe werden in einer Reihe „Innovation und Recht“ Beiträge veröffentlicht, die sich mit juristischen Fragen um den technischen Fortschritt befassen.
Zudem stammen Gastbeiträge zum Schwerpunktthema von Universitätsprofessoren oder Juristen aus der Praxis. Damit soll Rescriptum keine Ausbildungszeitschrift sein, sondern am wissenschaftlichen Diskurs teilnehmen.

## Wissenschaftlicher Beirat und Peer-Review
Jeder Beitrag wird in einem anonymisierten Peer-Review-Verfahren von einem Mitglied des aus Professoren der Universität bestehenden wissenschaftlichen Beirats der Zeitschrift oder andere Fachleute geprüft, um den Ansprüchen an eine wissenschaftliche Veröffentlichung gerecht zu werden.

## Organisation
Träger der Zeitschrift ist der 2012 gegründete gemeinnützige Verein rescriptum – Akademischer Verein für rechtswissenschaftliche Publikation e. V.